# Cing
Cing, Inc. (株式会社シング Kabushiki gaisha Shingu?) var ett datorspelsföretag av typen kabushiki gaisha, baserat i Fukuoka, Japan. Företaget grundades i april 1999, och gick i konkurs den 1 mars 2010. De utvecklade främst peka-och-klicka-äventyrsspel, men också simulationsspelen Monster Rancher DS och Little King's Story.

## Spel
- Glass Rose (2003, Playstation 2)
- Another Code: Two Memories (2005, Nintendo DS)
- Hotel Dusk: Room 215 (2007, Nintendo DS)
- Monster Rancher DS (2008, Nintendo DS)
- Another Code: R - A Journey into Lost Memories (2009, Wii)
- Little King's Story (2009, Wii)
- Again (2009, Nintendo DS)
- Last Window: The Secret of Cape West (2010, Nintendo DS)

### Planerade spel
Cing hade planerat ett antal spel som ej fullbordades då företaget gick i konkurs:
- Ett tredje Another Code-spel, i vilket Ashley skulle ha återförenats med Matthew.
- En crossover mellan Another Code och Kyle Hyde, i vilken Kyle och Ashley skulle ha träffats; då Kyle Hyde-spelen utspelar sig på 1970- och 80-talen, medan Another Code är mer nutida, så skulle Kyle i crossovern ha varit en äldre man.
- Ett äventyrsspel om en kvinnlig antikhandlare som löser ett mysterium kring antikviteter.
- Ett äventyrsspel om en 16-årig pojke som tillsammans med ett 30-årigt spöke utreder olösta fall från det förflutna.
- Ett äventyrsspel om en kock som måste rentvå sin fars namn efter att han har blivit ditsatt för ett brott; kocken använder sin matlagning för att hitta den verklige brottslingen.
- Ett internet-baserat mobilspel som "utforskar nya typer av mysterielösning".